# Nataša Urbančič
Nataša Urbančič, slovenska atletinja, * 25. november 1945, Celje, † 22. junij 2011
Nataša Urbančič Bezjak je bila članica Atletskega društva Kladivar Cetis Celje in najboljša metalka kopja v zgodovini slovenske atletike. Za Jugoslavijo je nastopila na Olimpijskih igrah 1968 v Ciudadu de México, kjer je z metom 55,42 mosvojila šesto mesto, in Olimpijskih igrah 1972 v Münchnu, kjer je bila z metom 59,06 m peta. Leta 1969in 1971 je bila Balkanska, v letih 1965, 1969 ter 1971 do vključno 1974 pa tudi Jugoslovanska prvakinja v metu kopja. Svoj največji uspeh kariere je dosegla na Evropskem prvenstvu 1974 v Rimu, ko je z metom 61,66 m postavila nov slovenski rekord in osvojila bronasto medaljo. Za slovensko atletiko je bila to druga medalja na velikih tekmovanjih. Njen osebni in hkrati jugoslovanski rekord 62,12 m je imela vse do leta 1995, torej 21 let. Leta 1973 je prejela Bloudkovo nagrado, leta 1974 je bila razglašena za športnico Jugoslavije in kar šestkrat zapored, med letoma 1969 in 1974, izbrana za Slovensko športnico leta(večkrat od nje je priznanje za najšportnico Slovenije prejela le Mateja Svet, ki je naziv prejela sedemkrat).
Po koncu kariere je Nataša ostala v atletiki in se udeleževala atletskih veteranskih tekmovanj, tako svetovnih kot tudi evropskih. Osvojila je 10 odličij, od tega devet zlatih in eno srebrno. 8 krat je postala svetovna veteranska prvakinja (1987 Melbourne (AUS), 1989 Eugene (USA), 1991 Turku (FIN), 1993 Miyazaki (JPN), 1995 Buffalo/Amherst (USA), 1997 Durban (RSA), 1999 Gateshead (GBR) in 2001 Brisbane (AUS)). Na slednjem je v kategoriji od 55 do 60 let z metom 38,80 m postavila  veteranski državni rekord. Osvojila je tudi dve odličji iz Evropskih veteranskih prvenstev in sicer srebrno 1988 Verona (ITA) in zlato 2002 Potsdam (GER). V Potsdamu je v kategoriji Ž-55 z metom 44,44 m postavila nov svetovni rekord  (starega je izboljšala za 32 cm), ki velja še danes.
Leta 2012 je bila sprejeta v Hram slovenskih športnih junakov.

### Pregled dosežkov
- Olimpijske igre, Ciudad de Mexico 1968; 6. mesto
- Olimpijske igre, München 1972; 5. mesto